# Littérature de la Renaissance

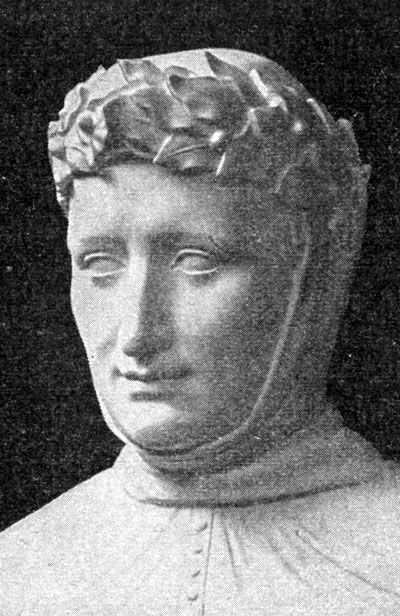
Pétrarque, figure majeure des débuts de la Renaissance littéraire italienne qui popularisa le sonnet.

La littérature de la Renaissance s'inscrit dans le mouvement plus général de la Renaissance, qui naît en Italie au XIIIe siècle et se prolonge jusqu'au XVIe siècle en se diffusant dans le monde occidental.
Elle se caractérise par l'adoption d'une philosophie humaniste, la récupération de la littérature classique de l'Antiquité et connaît un essor démultiplié grâce à la diffusion de l'imprimerie à partir du milieu du XVe siècle.
Le concept de littérature lui-même se précise d'ailleurs au cours de cette période. La fin du Moyen Âge voit la séparation du champ global des litterae (tout écrit, quel qu'il en soit le sujet), en humanae litterae et divinae litterae : respectivement, les écrits concernant l'activité humaine, ainsi que les écrits à caractère religieux. Quoique les humanae litterae se penchent, sans distinction, sur l'ensemble de l'activité intellectuelle humaine (science, comme littérature), leur importance et valorisation grandissante contribue de façon significative au développement de la littérature - et, notamment, à son autonomisation par rapport aux écritures saintes.
Pour les écrivains de la Renaissance, l'inspiration gréco-romaine se manifeste aussi bien dans les thématiques abordées (la nature, la mythologie…) que sur les formes littéraires adoptées elles-mêmes (reprises des théories aristotéliciennes de la Poétique). Étrangers aux valeurs de nouveauté et d'originalité que consacrera l'époque romantique, les écrivains de la Renaissance produisent ainsi une littérature dans le respect et l'imitation des modèles antiques. Dans cette perspective, ils privilégient volontiers l'usage de lieux communs. Le monde est considéré depuis une perspective anthropocentriste. Les idées platoniciennes sont récupérées et mises au service du christianisme. La recherche du plaisir sensoriel et un esprit critique et rationaliste complètent le panorama idéologique de l'époque. De nouveaux genres littéraires (comme l'essai) ou modèles métriques (comme le sonnet) font leur apparition.

## Liens exter nes
- Histoire du livre : la Renaissance, site BNF